# Scodiomima afghana
Scodiomima afghana är en fjärilsart som beskrevs av Edward P. Wiltshire 1961. Scodiomima afghana ingår i släktet Scodiomima och familjen mätare. Inga underarter finns listade.